# Три Христа из Ипсиланти
Три Христа Ипсиланти (1964) представляет собой объемное психиатрическое исследование, выполненное Милтоном Рокичем, касающееся его эксперимента на группе из трёх параноидальных шизофреников в Государственной больнице Ипсиланти в Ипсиланти, Мичиган. В книге подробно рассказывается о взаимодействии трех пациентов — Клайда Бенсона, Джозефа Касселя и Леона Габора, каждый из которых считал себя Иисусом Христом.

## Синопсис
Рокич получил идею из статьи в Harper’s Magazine, описывающей двух женщин, которые обе считали себя Девой Марией. Одна из женщин оправилась от своего заблуждения в результате разговоров с соседкой по комнате в психиатрической больнице и была выписана. На Рокича также повлияло эссе Чезаре Беккариа «О преступлениях и наказаниях», касающееся Саймона Морина, которого, как утверждали, потенциально можно было вылечить аналогичным образом. В качестве аналогичного исследования бредовых систем верований, Рокич собрал вместе трёх мужчин, каждый из которых утверждал, что он является Иисусом Христом, и поставил их перед противоречивыми утверждениями друг друга, одновременно поощряя их к личному взаимодействию в качестве группы поддержки. Рокич также пытался управлять другими аспектами их заблуждений, изобретая сообщения от воображаемых персонажей. Он не спровоцировал, как он надеялся, какое-либо уменьшение заблуждений пациентов, но задокументировал ряд изменений в их убеждениях.
В то время как первоначально трое пациентов ссорились из-за того, кто был более святым, и доходили до физической ссоры, в конце концов каждый из них объяснил, что двое других находятся в больнице с психическими расстройствами или умерли и находятся под управлением машин. Аспиранты, которые работали с Рокичем над проектом, резко критиковали его мораль из-за нечестности и манипуляций со стороны Рокича, а также из-за количества страданий, которые испытывали пациенты. Рокич добавил комментарий в последней редакции книги, что, хотя эксперимент не вылечил ни одного из трёх Христов, «он действительно излечил меня от моего божественного заблуждения, что я мог манипулировать ими, исходя из их убеждений».
Книга послужила вдохновением для песни 'Ypsilanti' из дебютного альбома детройтской группы Protomartyr No Passion All Technique, по мотивам книги снят фильм «Состояние рассудка».